# Виноград амурський
Виноград амурський (лат. Vitis amurensis, кит.: 山葡萄) — вид ліан з роду виноград (Vitis), родини виноградові (Vitaceae). Ендемік Далекого Сходу Росії, півночі та сходу Китаю й усього Корейського півострова. V. amurensis широко використовується в селекції для створення морозостійких сортів винограду.

## Опис

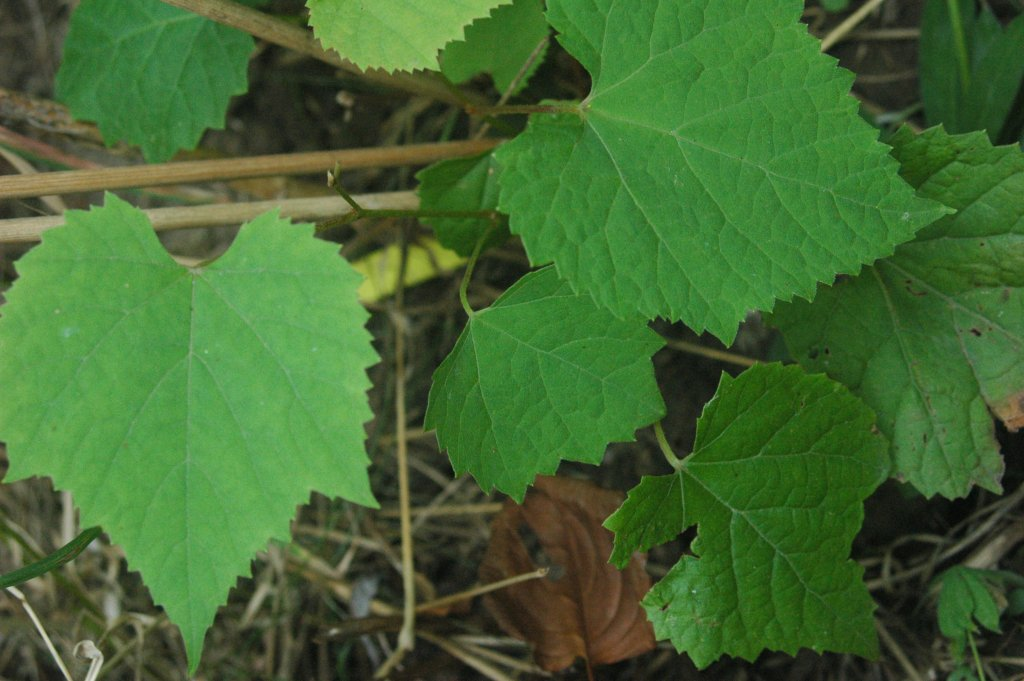
Листки амурського винограду

### Зовнішній вигляд
Vitis amurensis — листопадна витка рослина, що виростає до 15 м, зрідка — до 25 м. Стебло має діаметр 5–10 см. Кора темна, луската та з вертикальними смугами на старих пагонах; молоді пагони зелені, часто з червонуватим відтінком, восени червонувато-коричневі. Гілки овальні, голі, простягаються на відстань від 25 до 30 м. Вусики, здатні обвиватися навколо опори, обплітають гілки сусідніх рослин або будь-що інше, що вони можуть використовувати для опори. Також вид має сильну кореневу систему.

### Листя
Листя просте, різниться за формою. Прилистки коричневі, цілокраї, розміром від 4 до 8 мм завдовжки та від 3 до 5 мм завширшки. Черешок завдовжки від 4 до 14 см. Листкова пластинка широко овальна, від 6 до 24 см завдовжки й від 5 до 21 см завширшки. Базальних жилок 5, бічних жилок від 5 до 6 пар, жилки підняті абаксіально, злегка вдавлені адаксіально. Абаксіальні прожилки помітні, трохи підняті, зазвичай опушені або голі, основа серцеподібна, виїмка закруглена, основа зазвичай звужена, виїмка закруглена, рідко гостра або тупа, край 28—36-зубчастий, зубці гострі, злегка неправильні, верхівка гостра. Восени листя забарвлюється в яскраві кольори — червоний, жовтий, помаранчевий, коричневий.

### Квіти
Квітконіжка гола, розміром від 2 до 6 мм. Листя волоті супротивні, пухкі, розміром 5—13 см, базальні гілки добре розвинені, з рідким павутиноподібним опушенням в молодому віці, потім голі. Бруньки обернено-яйцеподібні, від 1,5 до 3 мм, на вершині закруглені. Квітки дрібні та є джерелом нектару для бджіл. Чашечка гола, розміром від 0,2 до 0,3 мм. Пелюстки калібровані. Тичинкові нитки ниткоподібні, розміром 0,9—2 мм.
Vitis amurensis цвіте з травня по червень. Достигає приблизно за 145—156 днів. Плодоносить з липня по вересень.

### Плоди та насіння
Плоди — кулясті, чорні або пурпурові, іноді темно-сині ягоди від дуже кислих до солодких, мають довжину близько 16 мм і ширину 10 мм, з товстою шкіркою. Насіння обернено-яйцеподібне, верхівка утворена, халязальний вузол еліптичний, черевні отвори бороздчасті вгору до середини або біля верхівки від основи. Вміст цукру в плодах досягає 22–23 %. М'якуш соковитий.

### Хромосоми
Кількість хромосом становить 2n = 38. Популяції можуть містити одночасно чоловічі, жіночі та гермафродитні рослини.

## Поширення та середовище існування

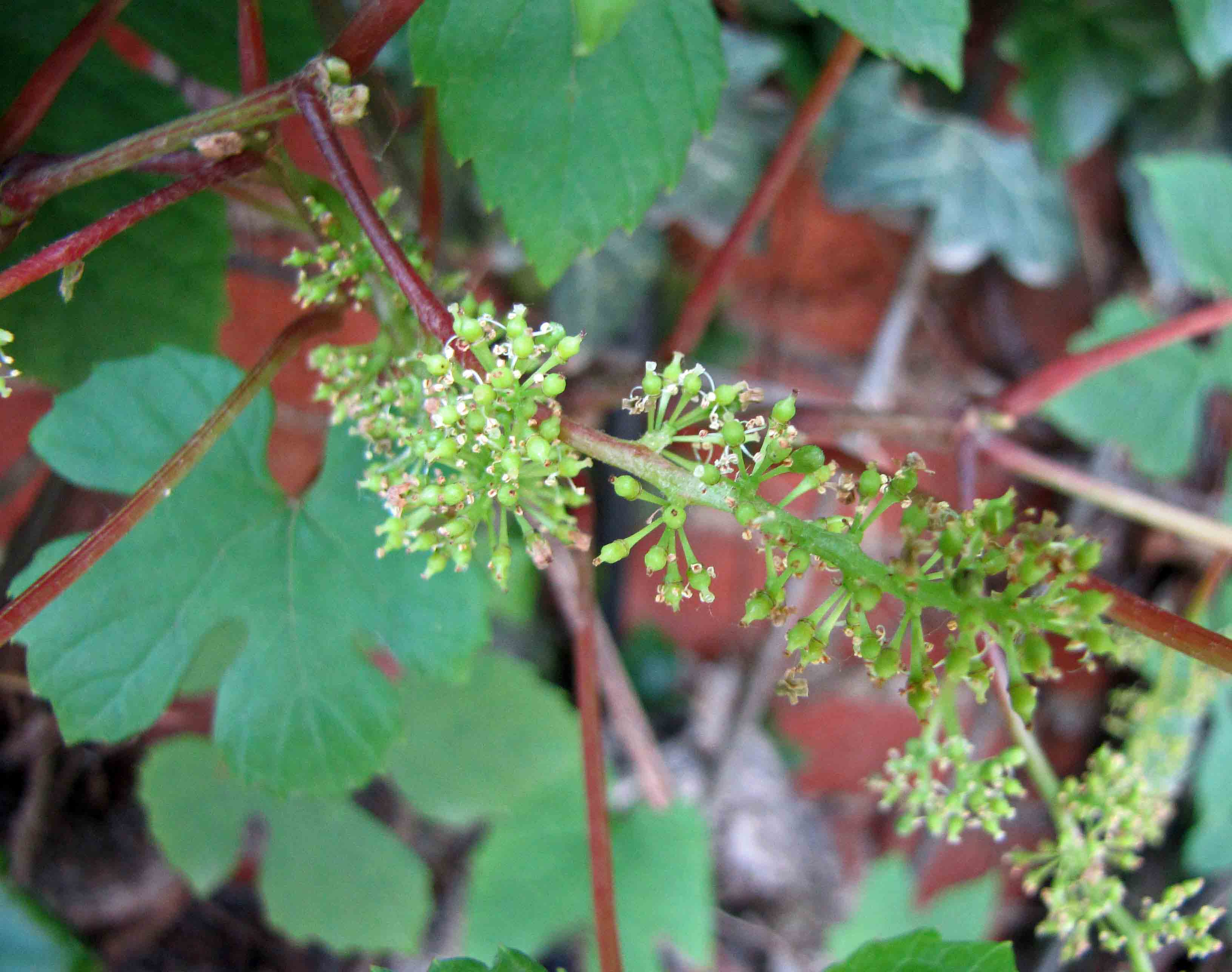
Суцвіття амурського винограду

Вид широко розповсюджений на півночі та сході Китаю, Далекому Сході Росії та Корейському півострові. Також вид був завезений у Таджикистан, де раніше він не зростав. Зростає у лісах, чагарниках, долинах, на схилах пагорбів, на висоті від 100 до 2100 метрів над рівнем моря. Vitis amurensis може рости навіть при дуже низькій температурі, до -40 °C і через це його визнають найбільш холодостійким видом з роду виноград (Vitis).

#### Поширення в Китаї
Вид дуже широко поширений в Китаї. Зростає він у провінціях: Аньхой, Хебей, Хейлунцзян, Цзілінь, Ляонін, Шаньдун, Шаньсі, Чжецзян та в автономному окрузі Внутрішня Монголія.

#### Поширення в Росії
У Росії вид поширений ближче до узбережжя Японського моря, у регіонах: Хабаровський край, Приморський край, Єврейська автономна область.

#### Поширення в Кореї та Японії
Він росте на схилах гір і в долинах й поширений по всій Кореї. У Японію вид був інтродукований, він зростає по всій території архіпелагу.

## Систематика
Vitis amurensis вперше був описаний у 1857 році Францом Йозефом Рупрехтом у Bulletin de la Classe Physico-Mathématique de l'Académie Impériale des Sciences de Saint-Pétersbourg, том 15, стор. 266. Видовий епітет amurensis стосується першого місця розташування — долини річки Амур на російсько-китайському кордоні.
Виноград амурський належить до підроду Vitis (Vitis subg. Vitis).
Згідно з Plants of the World Online, виноград амурський поділяється на три різновиди:
- Vitis amurensis var. amurensis
- Vitis amurensis var. dissecta Skvortsov
- Vitis amurensis var. funiushanensis F.S.Wang

## Використання

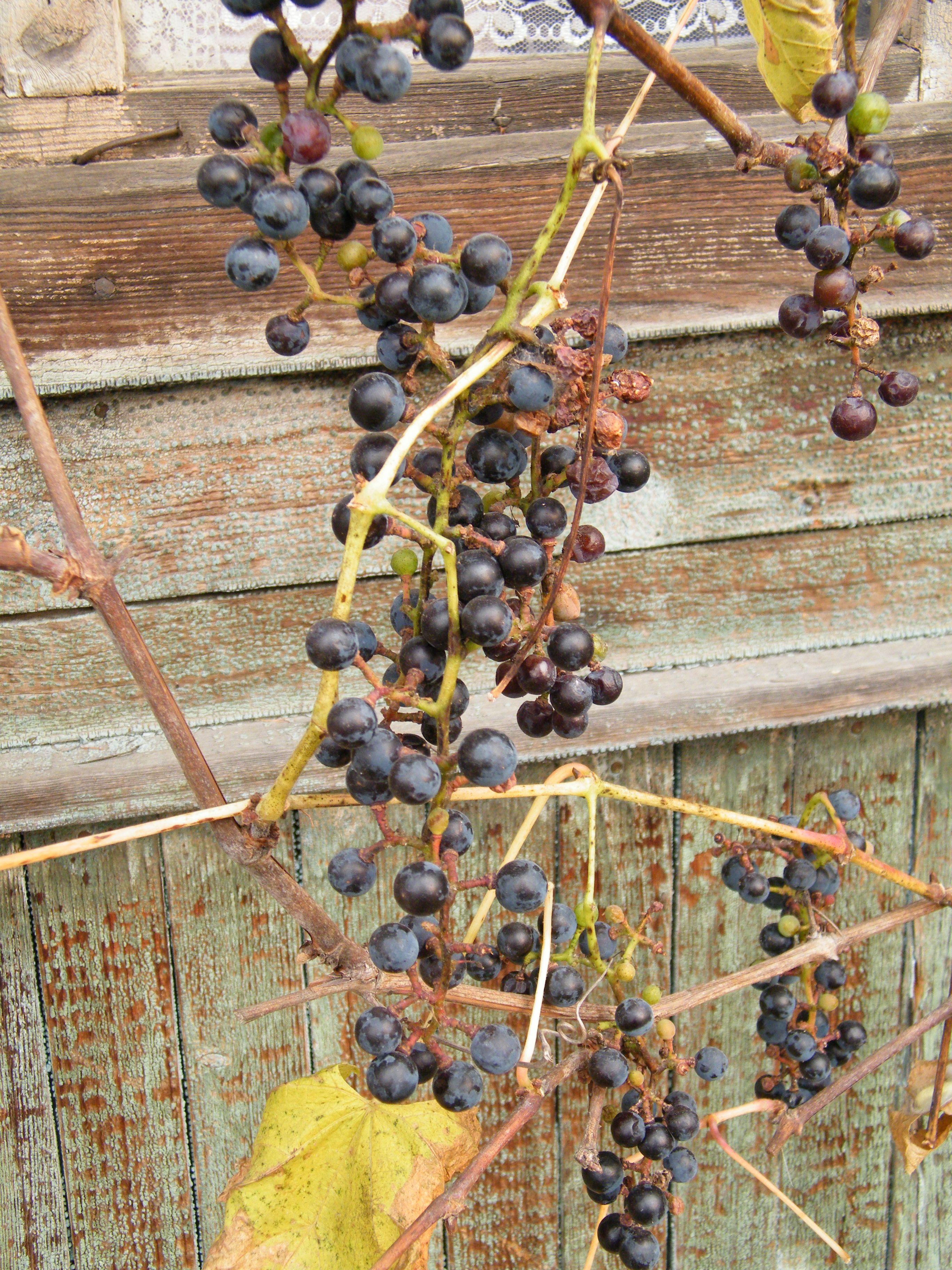
Плоди амурського винограду

У місцях природного поширення місцеве населення споживає ягоди та збирає їх для перероблення. З XIX ст. введений у культуру в Росії. Мічурін використовував його для гібридизації з американськими та європейськими сортами як донора морозостійкості.
Виноград амурський також демонструє високу стійкість до антракозу та білої гнилі.
Використовується виноград амурський дуже широко. Науково-дослідні інститути в колишньому Радянському Союзі вивели гібриди з багатьма іншими сортами винограду (переважно європейським), щоб надати їм холодостійкості та стійкості до хвороб. Плоди цього винограду можна їсти сирими або вареними, сушити на зиму та використовувати в напоях. Відносно невеликі ягоди мають дещо терпкий смак і зазвичай гірчать після сушки. А в Китаї на основі цього виду були виведені сорти, спеціально для виробництва вина. В Україні Білгород-Дністровським опорним пунктом Інституту виноградарства та виноробства ім. В. Є. Таїрова на основі амурського винограду створено сорти Дністровський рожевий (районований у 1972 р.), Золотистий стійкий (районований у 1990 р.); Нижньодніпровською станцією заліснення пісків виведені Алешківський, Гілея, Дніпровський оксамит, Дніпровський рубін, Золотий ювілей, Олімпійський (районований у 1989 р.), Тронка, Цюрупинський рубін; Донецькою дослідною станцією виноградарства виведений сорт Елегія; Київським опорним пунктом виноградарства виведені сорти К 390, К 757, К 799.
Молоде листя після ошпарювання можна вживати безпосередньо в їжу, або використовувати для обгортання інших продуктів перед їх запіканням для надання стравам приємного смаку. Зі свіжого або сушеного листя отримують жовтий барвник. Також листя винограду амурського може використовуватися, як корм для тварин. Серед свійських тварин, зазвичай його поїдає уся велика рогата худоба та свині. А в бідних на поживу сибірських лісах, зазвичай, цей вид є основним джерелом корму.
У виноробстві характеризується високою кислотністю, високим вмістом танінів та поліфенолів, високою кількістю сухого залишку та поживною цінністю, низьким вмістом цукру, низьким виходом соку та низькою температурою ферментації. Корінь має тонізувальний ефект.
Смак амурського винограду не стабільний, і залежить від умов зростання. Він може бути як кислим, так і солодким. Але найчастіше смак є солодкуватим.

## Дослідження
Було проведено дослідження, під час якого було визначено вміст цукру та інших речовин у винограді амурському. У дослідженні використовували плоди та листя Vitis amurensis зібрані в Амурській області. Під час дослідження було виявлено, що вміст цукру в плодах становить 11,97 % (від 80 до 170 г/л), а в листі 1,14 %. У плодах винограду було виявлено кальцій приблизно 62,57 мг/100 г, а в листі було виявлено калій приблизно 0,105 мг/100 г. Найбільший вміст кафтарової кислоти був у листі та плодах: 4,97 та 125,69 мг/кг відповідно. Найвищий вміст ресвератролу виявлено у плодах (148,16 мг/кг), тоді як у листі він становив лише 9,87 мг/кг. Доведено, що Vitis amurensis має високий вміст вітамінів групи B та вітаміну C, природних поліфенолів.